# 博里戈帕斯 (新墨西哥州)
博里戈帕斯（英語：Borrego Pass）是位於美國新墨西哥州麥金萊縣的普查規定居民點。

## 人口
根據2020年美國人口普查的數據，博里戈帕斯的面積為34.30平方千米，皆為陸地。當地共有人口117人，而人口密度為每平方千米3.41人。